# 瑪麗亞·雪兒
瑪麗亞·瑪格麗特·安娜·雪兒（英語：Maria Margarethe Anna Schell，1926年1月15日—2005年4月26日）是一名奧地利籍瑞士演員。她在50至60年代是德国电影的明星。1954年，她以赫穆特·考特納的戰爭劇情片《最后的桥》贏得戛纳最佳女演员奖。1956年，她以贏得沃爾庇杯最佳女演員獎。

## 外部鏈接
- Maria Schell在互联网电影资料库（IMDb）上的資料（英文）
- 在Find a Grave上的瑪麗亞·雪兒
- 訃聞：瑪麗亞·雪兒（1926至2005年）
- 在德國電影博物館瑪麗亞·雪兒